# Aphiloscia madagascarensis
Aphiloscia madagascarensis is een pissebed uit de familie Philosciidae. De wetenschappelijke naam van de soort is voor het eerst geldig gepubliceerd in 1994 door Ferrara, Paoli & Taiti.